# 류승규 (1946년)
류승규(1946년 1월 19일~)는 대한민국의 정치인이다. 제13·14대 국회의원을 지냈다.

## 역대 선거 결과
|  | 44.93% |

|  | 45.32% |

|  | 20.17% |

|  | 2.90% |

|  | 3.37% |